# Halmaherahoningvogel
De halmaherahoningvogel (Dicaeum schistaceiceps) is een zangvogel uit de familie Dicaeidae (bastaardhoningvogels).

## Verspreiding en leefgebied
Deze soort is endemisch op Halmahera, een eiland in de Noord-Molukken in Indonesië tussen Celebes en de provincie Papoea.